# SSTV

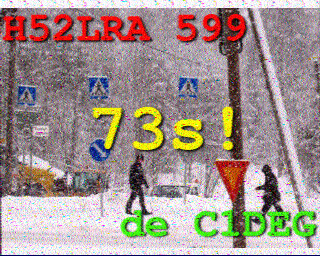
Transmisja SSTV zawierająca znaki wywoławcze radiostacji, raport RST i pozdrowienia w slangu krótkofalarskim

SSTV (ang. Slow Scan TeleVision) – analogowa technika przesyłania nieruchomych obrazów, wykorzystywana głównie w łączności amatorskiej w pasmach fal krótkich i ultrakrótkich.
W emisji SSTV czas przesyłu pojedynczego obrazu zawiera się pomiędzy kilkunastoma sekundami a kilkoma minutami, zależnie od sposobu zakodowania sygnału SSTV i rozdzielczości obrazu.
Ograniczenie to wynika z powodu bardzo wąskiego pasma nadajnika radioamatorskiego (ok. 3 kHz przy pracy SSB), a więc mniejszej przepustowości dla transmitowanej informacji – dla porównania kanał TV zajmuje kilka MHz.
Z tego względu SSTV jest systemem przeznaczonym do przesyłania obrazów statycznych (nieruchomych).
Zasięg tego systemu jest bardzo duży, i obejmuje praktycznie cały świat, przy stosunkowo niewielkiej mocy nadajnika. System ten, we współczesnej wersji, wymaga komputera z odpowiednim oprogramowaniem oraz nadajnika i odbiornika.

Schemat podłączenia odbiornika do karty dźwiękowej komputera

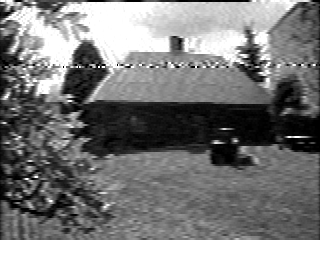
...i otrzymany w ten sposób obraz

## Częstotliwości do pracy SSTV na pasmachKFiCB
| Zakres częstotliwości MHz                 | Rodzaj wstęgi |
| ----------------------------------------- | ------------- |
| 3,730 – 3,740                             | LSB           |
| 7,035 – 7,045                             | LSB           |
| 14,225 – 14,235                           | USB           |
| 21,335 – 21,345                           | USB           |
| 28,675 – 28,685                           | USB           |
| 27,700 – 27,800 (poza pasmem CB w Polsce) | LSB i USB     |

## Programy SSTV
- MMSSTV – wykorzystuje kartę dźwiękową komputera
- ChromaPIX
- JVComm32
- QSSTV (Linux)